# Jana Obrovská
Jana Obrovská (13. září 1930 Praha – 4. dubna 1987 tamtéž) byla česká hudební skladatelka.

## Život
Byla dcerou významného českého výtvarníka Jakuba Obrovského. Skladbu studovala nejprve soukromě u Jaroslava Řídkého. Po maturitě na gymnáziu vstoupila na Pražskou konzervatoř, kde byl jejím profesorem Emil Hlobil. Absolvovala v roce 1955 Prvním klavírním koncertem. Poté pracovala jako redaktorka v nakladatelství Supraphon.
S výjimkou jediného cyklu písní (na slova lidové poezie), který zkomponovala ještě v průběhu studia, se zabývala pouze instrumentální hudbou. Byla manželkou předního českého kytaristy Milana Zelenky a proslula zejména právě svými skladbami pro kytaru. Získala např. 2. cenu v prestižní mezinárodní soutěži kytarových skladeb v Paříži v roce 1972. V roce 1974 se stala její skladba Hommage a Béla Bartók na této soutěži povinnou skladbou.

## Dílo

### Orchestrální skladby
- Koncert pro klavír a orchestr č. 1, 1955
- Bulharská rapsodie, 1958
- Koncert pro klavír a orchestr č. 2, 1960
- Koncert pro klavír a orchestr č. 3 „Concerto da Tosca“
- Fuga, interludium a toccata pro smyčce, 1961
- Na paměť Hirošimy, 1962
- Concerto facile pro (kontra)alt, cembalo a orchestr, 1966
- Concerto meditativo pro kytaru a smyčce, 1971
- Koncert pro dvě kytary a orchestr, 1977
- Duo pro žestě a smyčce, 1979
- Smutek sluší viole. Fragment pro violu a komorní orchestr, 1978
- Suita pro smyčce, 1979
- Concertino pro housle, violu, kontrabas a smyčce, 1982
- Concerto piccolo per flétna|flauto solo ed archi, 1984

### Komorní skladby
- Sextet pro dechové nástroje, 1955
- Podzimní preludia pro housle a klavír, 1955
- Sonáta pro housle a klavír, 1963
- Arabesky pro klarinet a klavír, 1965
- Symbiózy pro flétnu a harfu, 1967
- Dechový kvintet,1968
- Preludia pro kytaru, 1969
- Hommage à Béla Bartók pro kytaru
- Musica per tre pro housle, kytaru a akordeon
- Passacaglia a toccata pro kytaru, 1972
- Due musici. Koncert pro dvě kytary, 1972
- Suoni pro basklarinet a klavír, 1974
- Pocta českému chorálu pro kytaru, 1975
- Musica notturna pro flétnu, basklarinet a klavír, 1975
- Smyčcový kvartet, 1975
- Fanfárová suita pro 13 žesťových nástrojů, 1976
- Japonské obrázky pro kytaru sólo, 1984
- Z pohádek. Suita pro tři kytary, 1985
- Tři kusy pro flétnu a klavír, 1986